# شون ريد (لاعب دارت)
شون ريد (بالإنجليزية: Sean Reed)‏ هو لاعب دارت أسترالي، ولد في 28 يونيو 1965 في وايت في المملكة المتحدة.

## وصلات خارجية
- شون ريد على موقع DartsDatabase.co.uk (الإنجليزية)